# Charron Model 1902
De Charron Girardot et Voigt 1902 (CGV Model 1902) was een Frans, deels bepantserd, militair voertuig uit 1902. De CGV was de eerste pantserwagen die in Frankrijk werd gebouwd.

## Geschiedenis
De Model 1902 werd ontwikkeld door het bedrijf Charron, Girardot et (en) Voigt in samenwerking met de wapenfabrikant Hotchkiss. CGV was opgericht door drie racekampioenen die in 1901 een samenwerkingsverband aangingen en in datzelfde jaar hun eerste auto ontwikkelden. Het bedrijf was aan het begin ook wel bekend als CGV of enkel Charron.
In december 1902 was het pantservoertuig gereed en werd tentoongesteld op de Salon de l'Automobile et du Cycle in Parijs. In 1903 werd het voertuig getest door het Franse leger, maar werd niet in gebruik genomen. Vanaf 1904 werd een nieuw pantservoertuig ontwikkeld dat wel volledig gepantserd was. In 1905 werd het eerste voertuig geproduceerd. Dit nieuwe ontwerp werd gekocht door Rusland en getest door Duitsland en Frankrijk.

## Ontwerp

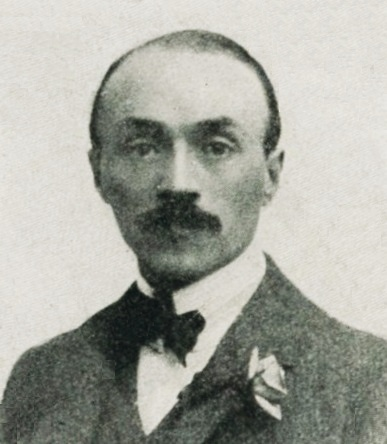
Fernand Charron, een van de drie oprichters van CGV en medeontwerper van de Model 1902.

Het voertuig bestond uit een vierwielige ophanging en op de achterzijde een 'badkuipachtig' bepantserd platform. Het pantser was maximaal 3 mm dik. De bewapening bestond uit een standaard Hotchkiss M1901 machinegeweer met een beperkte bewegingsvrijheid. Afgezien het platform was het overige deel van het voertuig niet bepantserd. Zodoende waren twee van de drie bemanningsleden niet beschermd tegen vijandelijk geweervuur.